# Robert Austerlitz (Schriftsteller)
Robert Austerlitz, Pseudonyme: Erraths, A. von Trebor, (* 11. März 1861 in Prag; † 17. Oktober 1930 in Berlin) war ein österreichisch-deutscher Schriftsteller und Redakteur.

## Leben
Er war der Sohn des Kaufmanns Eduard Austerlitz und dessen Ehefrau Betty geborene Sekeles. Nach dem Besuch der Nikolander-Realschule ging er an die Handelsschule und studierte anschließend Volkswirtschaft an der Technischen Hochschule Prag. Danach wurde er Büroangestellter bei einem Unternehmen der Textilindustrie. Er arbeitete als volkswirtschaftlicher Mitarbeiter für die Zeitschrift Bohemia in Prag und mehrere Tageszeitungen sowie auch für wissenschaftliche und Fachzeitschriften. Im Jahre 1884 machte sich Robert Austerlitz als Redakteur und Verleger selbstständig. Er gab als Chefredakteur und Verleger die beiden Fachblätter Der Oesterreichische Kaufmann und Der Deutsche Kaufmann heraus. 1913 wurde er außerdem Dozent des Lessing-Hochschule für Reklame-Wesen in Berlin, die 1933 geschlossen wurde.
Er starb am 17. Oktober 1930 in Berlin.

## Ehrungen
Für seine Verdienste erhielt er den Titel Kaiserlicher Rat verliehen und im Jahre 1918 auch den Verdienstkreuz für Kriegshilfe.

## Familie
Er heiratete in Berlin Rose Simon, die 15 Jahre jüngere Tochter des jüdischen Schriftstellers Ferdinand Simon. Beide lebten mehrere Jahre in Berlin-Grunewald. Seine Frau wirkte dort unter anderem als Redakteurin der Frauenzeitschrift Maja. Bekannt wurde sie unter dem Pseudonym A. Rose mit ihren Romanen über die Berliner Boheme: Kabarett Sphinx und Café Größenwahn.

## Schriften
- Der „Millionär“. Kaufmännischer Roman aus den Kriegsjahren, Prag, [1918].
- Hellmuth Unger: Der verliebte Beifu. Lustspiel in vier Akten nach einer Novelle von Robert Austerlitz, Leipzig, 1924.